# Neuf-Brisach
Cet article possède un paronyme, voir Brisach.
Neuf-Brisach ([nœfbʁizak] ou [nøbʁizak]) est une commune française située dans la circonscription administrative du Haut-Rhin et, depuis le 1er janvier 2021, dans le territoire de la Collectivité européenne d'Alsace, en région Grand Est.
Cette commune se trouve dans la région historique et culturelle d'Alsace.
Le 7 juillet 2008, Neuf-Brisach, membre du réseau des sites majeurs de Vauban, est inscrite sur la liste du patrimoine mondial de l'UNESCO :

« Neuf-Brisach, ville créée ex nihilo en 1697 dans la plaine d’Alsace, après la perte de Vieux-Brisach au-delà du Rhin, est la seule et magnifique illustration du « troisième système » de Vauban. C’est Louis XIV lui-même qui, parmi les trois projets soumis par Vauban, choisit le plan octogonal qui est parvenu jusqu’à nous… »

— Réseau Vauban

## Géographie

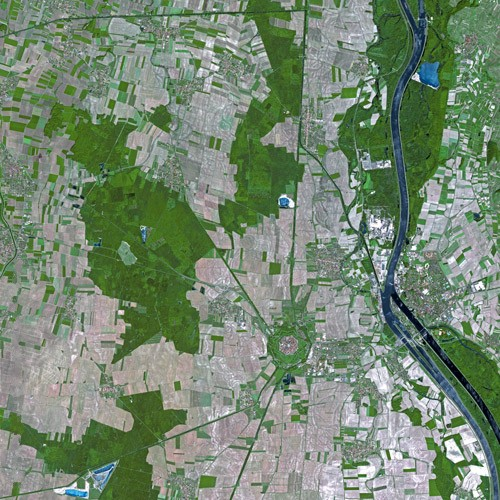
Neuf-Brisach & Vieux-Brisach vues par Spot.

### Localisation
Neuf-Brisach se trouve dans la partie de la plaine alsacienne, proche de la frontière allemande et du Rhin (5 km).

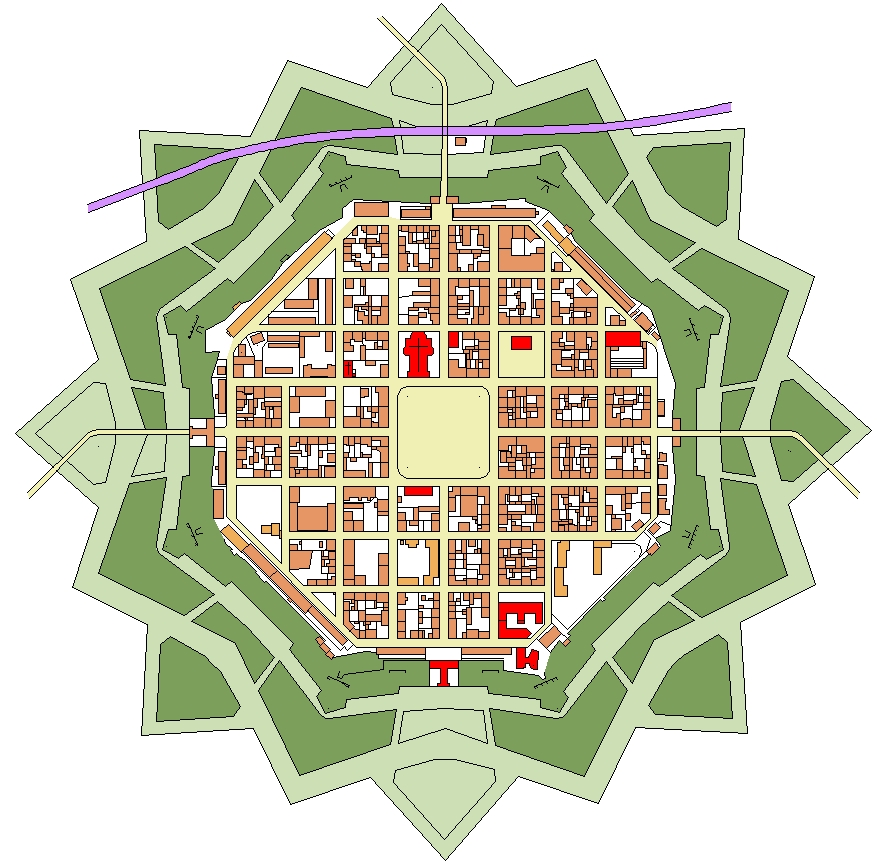
Schéma de la ville à l'intérieur de ses fortifications.

Située dans la plaine d'Alsace, Neuf-Brisach est à 3,5 km du pont sur le Rhin, qui marque la frontière, et de la ville allemande de Vieux-Brisach située sur l'autre rive. Le territoire communal est uniquement constitué de la « ville nouvelle », des fortifications et de leurs emprises. Le bourg de Volgelsheim à l'est est contigu, son territoire communal s'étendant de la place forte jusqu'au Rhin. Les communes rurales de Wolfgantzen à l'ouest, sur la route de Colmar, Biesheim au nord et Weckolsheim au sud, se situent dans un environnement proche.
Les communes limitrophes sont Volgelsheim et Wolfgantzen.
| Wolfgantzen |              | Volgelsheim |
|             | Neuf-Brisach |             |
| Volgelsheim |              | Volgelsheim |

### Hydrographie

#### Réseau hydrographique
La commune est dans le bassin versant du Rhin au sein du bassin Rhin-Meuse. Elle est drainée par la rigole de Widensohlen et le canal Vauban,.
La rigole de Widensohlen, d'une longueur de 17 km, prend sa source dans la commune  et se jette  dans la Blind à Jebsheim, après avoir traversé sept communes.

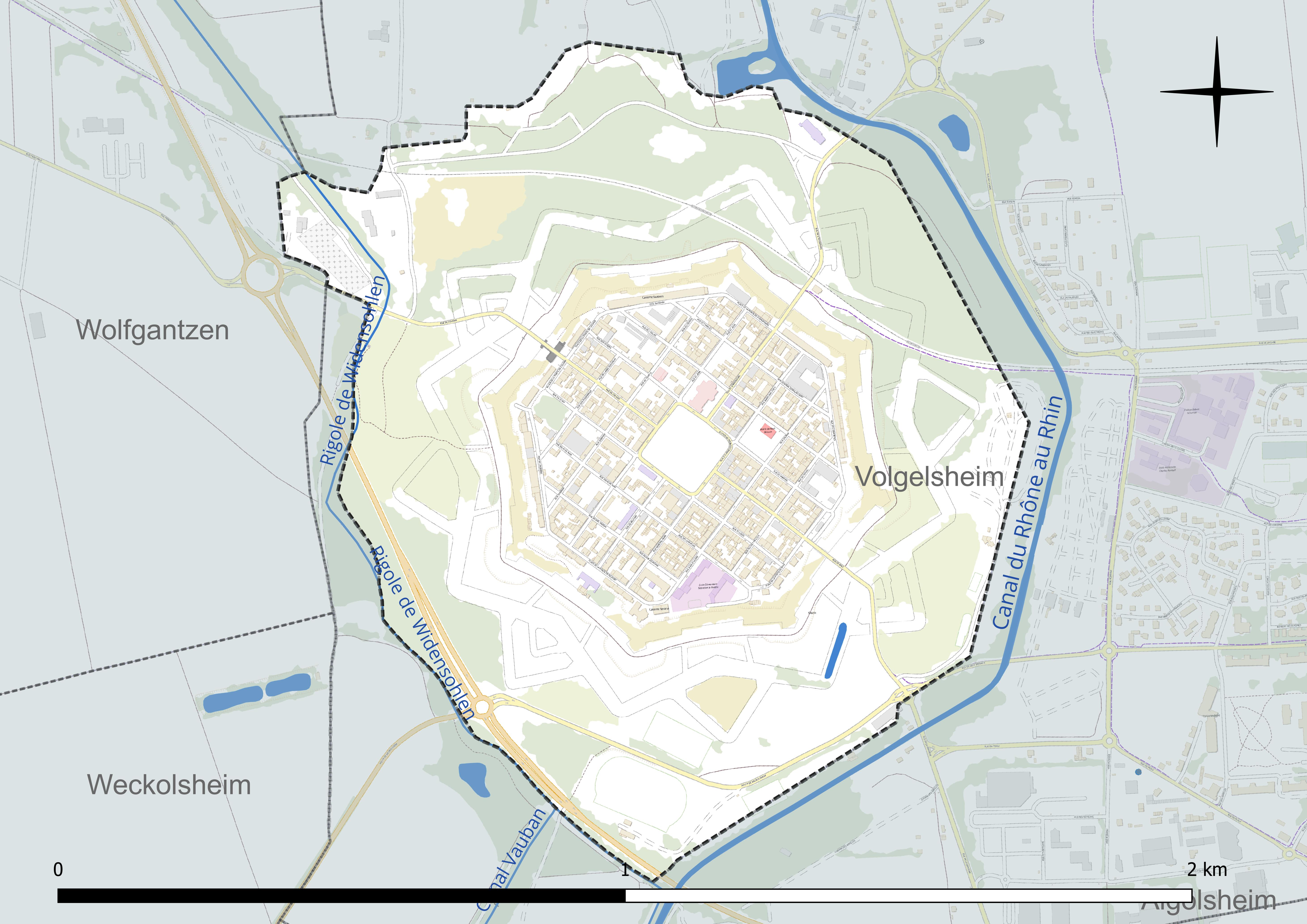
Réseau hydrographique de Neuf-Brisach.

Le canal Vauban, d'une longueur de 24 km, prend sa source dans la commune de Ensisheim et se jette  dans la rigole de Widensohlen sur la commune, après avoir traversé 14 communes.

#### Gestion et qualité des eaux
Le territoire communal est couvert par le schéma d'aménagement et de gestion des eaux (SAGE) « Ill Nappe Rhin ». Ce document de planification concerne la nappe phréatique rhénane, les cours d'eau de la plaine d'Alsace et du piémont oriental du Sundgau, les canaux situés entre l'Ill et le Rhin et les zones humides de la plaine d'Alsace. Le périmètre s’étend sur 3 596 km2. Il a été approuvé le 17 janvier 2005. La structure porteuse de l'élaboration et de la mise en œuvre est la région Grand Est.
La qualité des cours d’eau peut être consultée sur un site dédié géré par les agences de l’eau et l’Agence française pour la biodiversité.

### Climat
Pour des articles plus généraux, voir Climat du Grand Est et Climat du Haut-Rhin.
En 2010, le climat de la commune est de type climat océanique altéré, selon une étude du Centre national de la recherche scientifique s'appuyant sur une série de données couvrant la période 1971-2000. En 2020, Météo-France publie une typologie des climats de la France métropolitaine dans laquelle la commune est exposée à un climat semi-continental et est dans la région climatique Alsace, caractérisée par une pluviométrie faible, particulièrement en automne et en hiver, un été chaud et bien ensoleillé, une humidité de l’air basse au printemps et en été, des vents faibles et des brouillards fréquents en automne (25 à 30 jours).
Pour la période 1971-2000, la température annuelle moyenne est de 10,6 °C, avec une amplitude thermique annuelle de 17,8 °C. Le cumul annuel moyen de précipitations est de 638 mm, avec 7,8 jours de précipitations en janvier et 9,7 jours en juillet. Pour la période 1991-2020, la température moyenne annuelle observée sur la station météorologique de Météo-France la plus proche, « Colmar-Inra », sur la commune de Colmar à 15 km à vol d'oiseau, est de 11,3 °C et le cumul annuel moyen de précipitations est de 558,0 mm. 
La température maximale relevée sur cette station est de 39,6 °C, atteinte le 13 août 2003 ; la température minimale est de −22,5 °C, atteinte le 22 février 1986,,.
Les paramètres climatiques de la commune ont été estimés pour le milieu du siècle (2041-2070) selon différents scénarios d'émission de gaz à effet de serre à partir des nouvelles projections climatiques de référence DRIAS-2020. Ils sont consultables sur un site dédié publié par Météo-France en novembre 2022.

## Urbanisme

### Typologie
Au 1er janvier 2024, Neuf-Brisach est catégorisée ceinture urbaine, selon la nouvelle grille communale de densité à sept niveaux définie par l'Insee en 2022.
Elle appartient à l'unité urbaine de Neuf-Brisach, une agglomération intra-départementale regroupant trois  communes, dont elle est ville-centre,,. Par ailleurs la commune fait partie de l'aire d'attraction de Colmar, dont elle est une commune de la couronne,. Cette aire, qui regroupe 95 communes, est catégorisée dans les aires de 50 000 à moins de 200 000 habitants,.

### Occupation des sols

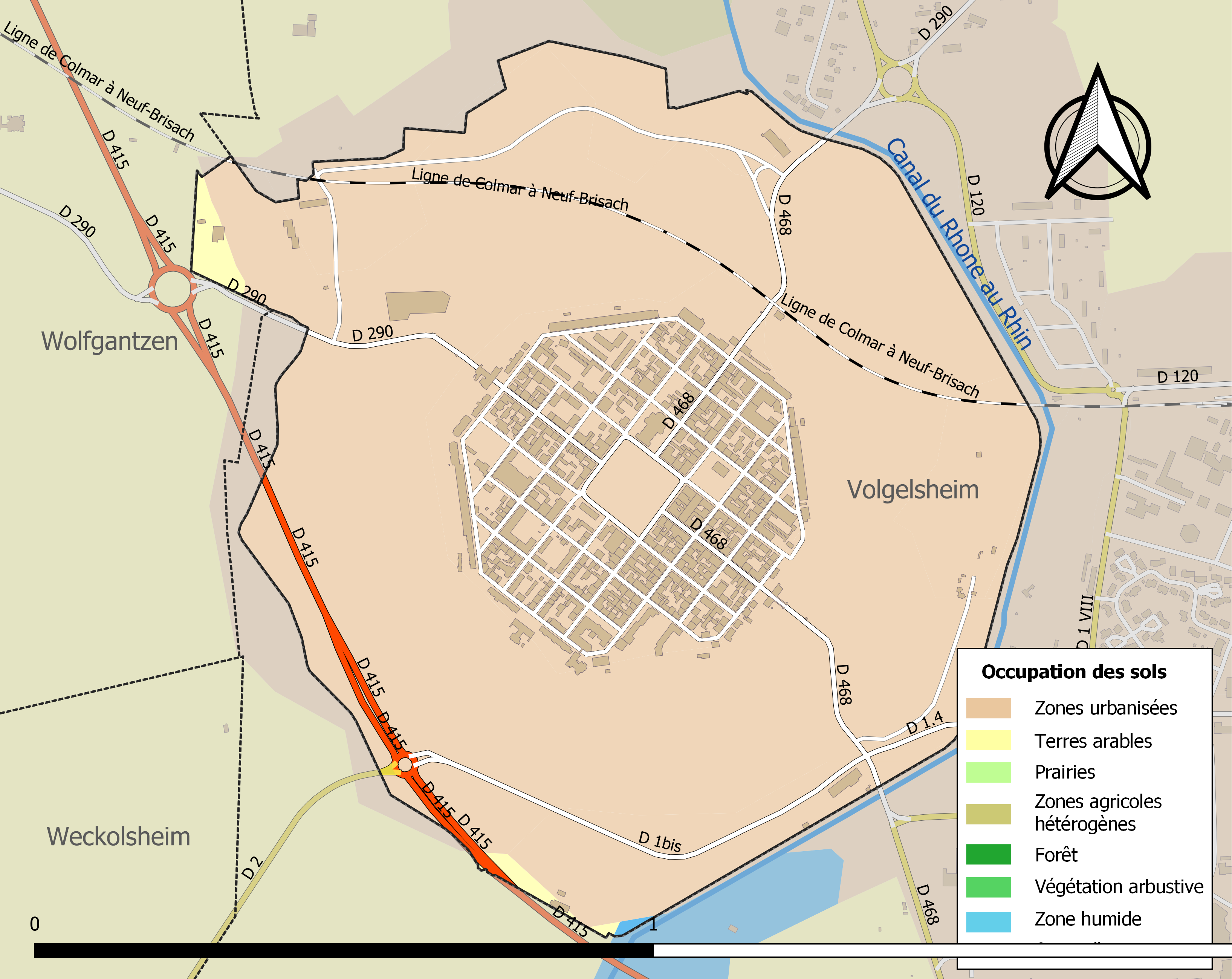
Carte des infrastructures et de l'occupation des sols de la commune en 2018 (CLC).

L'occupation des sols de la commune, telle qu'elle ressort de la base de données européenne d’occupation biophysique des sols Corine Land Cover (CLC), est marquée par l'importance des territoires artificialisés (98,8 % en 2018), une proportion identique à celle de 1990 (98,8 %). La répartition détaillée en 2018 est la suivante : 
espaces verts artificialisés, non agricoles (61,1 %), zones urbanisées (32,6 %), zones industrielles ou commerciales et réseaux de communication (5 %), terres arables (1,2 %). L'évolution de l’occupation des sols de la commune et de ses infrastructures peut être observée sur les différentes représentations cartographiques du territoire : la carte de Cassini (XVIIIe siècle), la carte d'état-major (1820-1866) et les cartes ou photos aériennes de l'IGN pour la période actuelle (1950 à aujourd'hui).

### Voies de communication et transports
Neuf-Brisach est accessible par l'autoroute A35, qui passe à Colmar, et diverses routes départementales. Colmar est à 15 km, Mulhouse à 35 km et Fribourg, en Allemagne, à 33 km. Des services de transport en commun routier en bus permettent de relier Neuf-Brisach à Colmar. Le TGV dessert Colmar et l'aéroport le plus proche, EuroAirport Bâle-Mulhouse, est à 56 km, l'aéroport international de Strasbourg étant distant de 82 km.
Les moyens de transports touristiques ne sont pas uniquement liés à la route puisqu'on peut prendre un train touristique et historique à l'ancienne gare de Volgelsheim pour rejoindre l'embarcadère de Sans-Soucis et embarquer sur un bateau pour une croisière sur le Rhin. La gare de Neuf-Brisach Ville est aujourd'hui fermée à tout trafic. La Route verte, symbole de l'amitié franco-allemande, reliant dès le début des années 1960 les Vosges françaises au massif allemand de la Forêt-Noire, permet de relier en randonnée pédestre ou en cyclotourisme les villes historiques que sont Neuf-Brisach la française et Vieux-Brisach l'allemande.

### Risques majeurs
Neuf-Brisach possède un site pollué à la créosote, jadis utilisé pour traiter les traverses de chemins de fer.

## Histoire

### Saint-Louis de Brisach
Entre 1671 et 1682, la Ville Neuve de Brisach ou ville Neuve Saint-Louis, plus connue sous le nom de ville de paille, est construite sur une île du Rhin, au niveau de Vieux-Brisach.
Les défenses sur le Rhin sont révisées ; le fort Saint-Jacques (sur l'île) ainsi que la demi-lune du bout des ponts (en rive gauche), sont profondément remaniés en 1675. Cette dernière prend le nom de fort Mortier. Sur l'île, une enceinte fortifiée (8 fronts bastionnés dotés de 8 bastions plats et 3 demi-lunes, plus 2 cavaliers) et 500 maisons ont été construites pour 1500 habitants. L'existence de la ville est éphémère (1682-1697), du fait de la défaite française à l'issue de la guerre de la Ligue d'Augsbourg. Le traité de Ryswick (1697), stipule en effet, la destruction de l’enceinte et des maisons qui commence l’année suivante pour s’achever en 1699. Au cours de cette démolition, les décombres sont transportés, via un canal creusé spécialement, jusqu'à Neuf-Brisach, autre ville nouvelle, qui est construite entre 1698 et 1702.

### Seconde ville nouvelle
En 1697, les traités de Ryswick signés à Rijswijk, ville hollandaise des faubourgs de La Haye, mettent fin à la guerre de la Ligue d'Augsbourg entre Louis XIV et la Grande Alliance. La France perd la place forte de Brisach sur la rive allemande du Rhin. Afin de combler la perte de l'ancienne place forte, qui laisse un vide défensif entre Strasbourg et Mulhouse, Louis XIV décide de la construction d'une nouvelle ville fortifiée face à Brisach, située à une demi-lieue du Rhin, pour prévenir toute invasion d'outre-Rhin. Il en confie l'étude à ses architectes Vauban et Jacques Tarade.

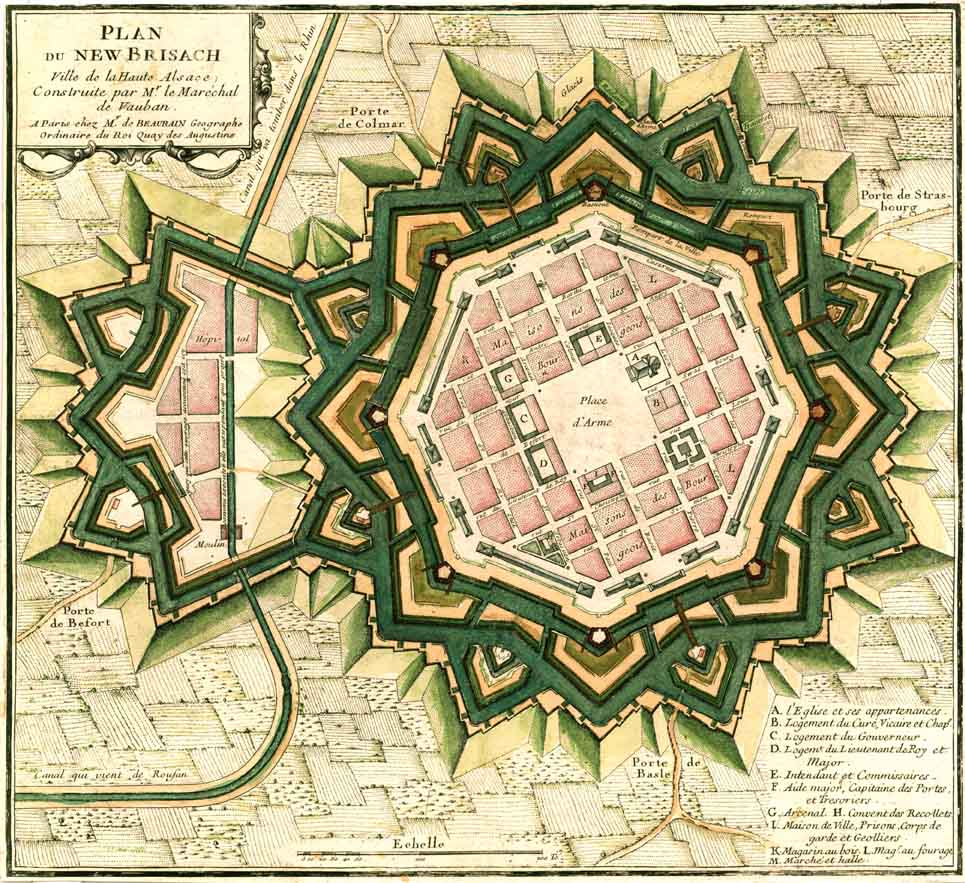
Plan de la ville par Vauban.

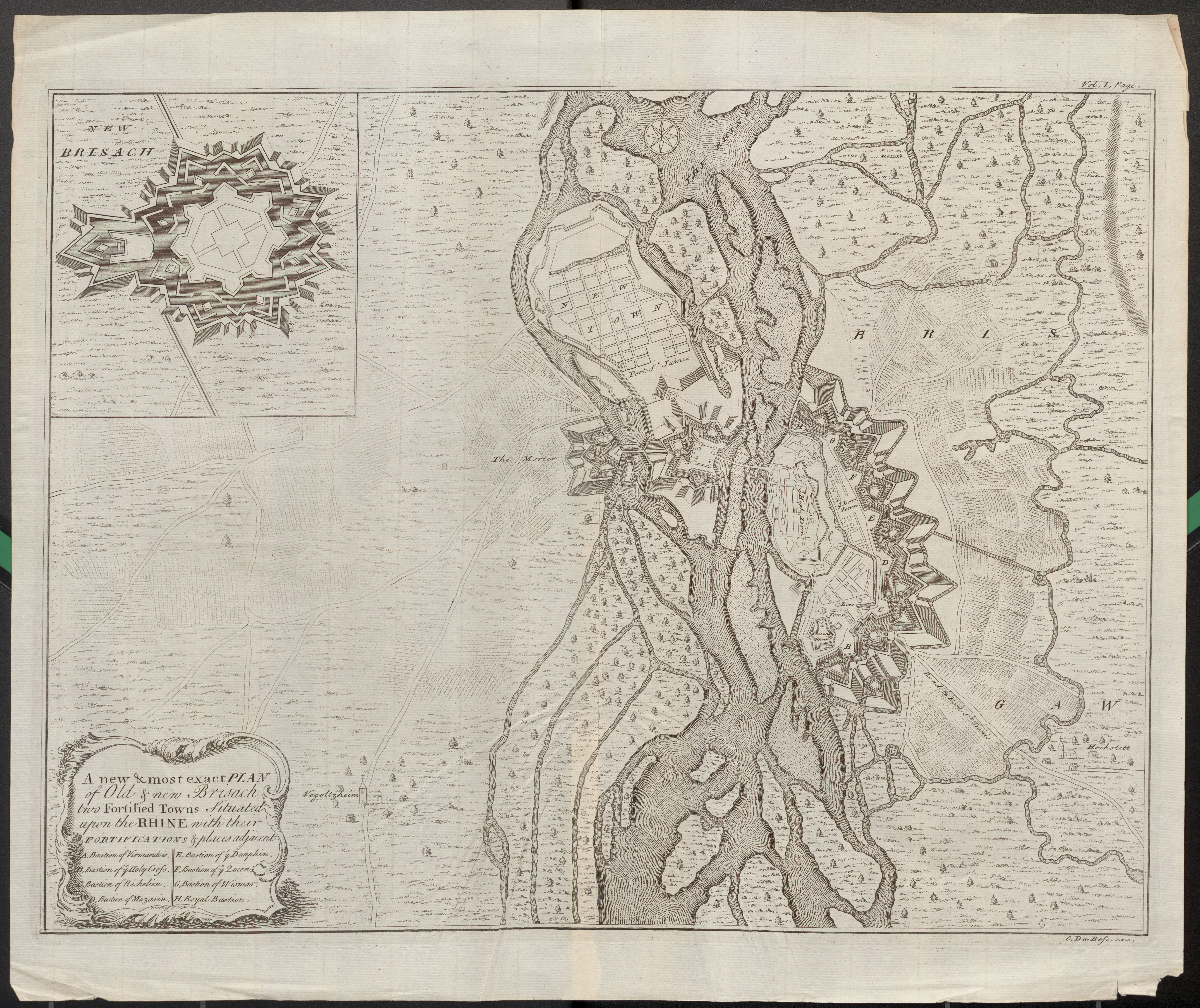
Bastions Vieux-Brisach et Neuf-Brisach 1700.

Louis XIV choisit, entre trois projets, une place forte au plan octogonal, avec huit tours bastionnées, couvertes d'autant de contre-gardes, outre les tenaillons, les grandes et petites demi-lunes et autres ouvrages.

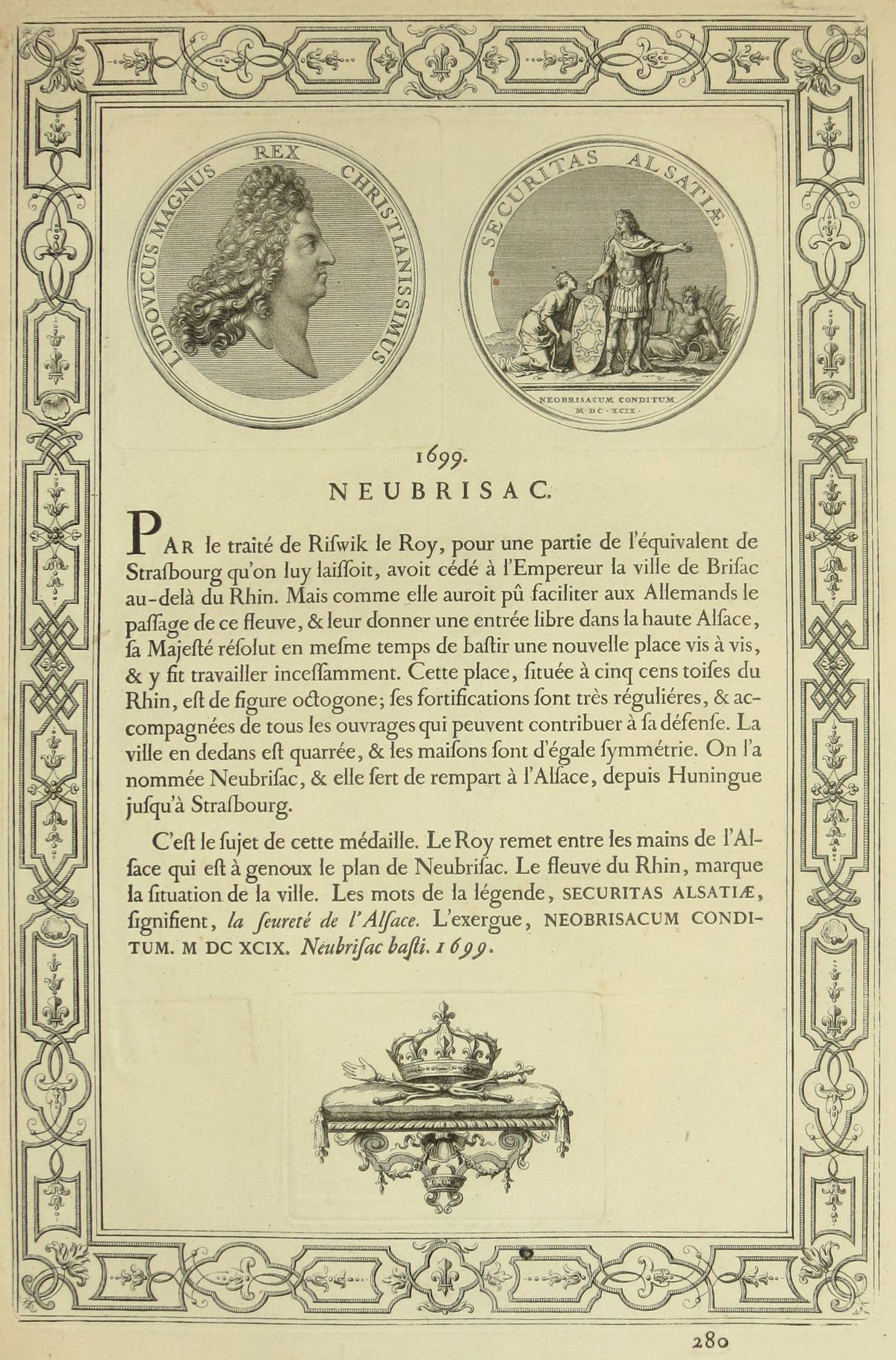
Document relatant la création de Neubrisac en 1699, extrait de « Médailles sur les principaux évènements du règne entier de Louis le Grand, avec des explications historiques » par « Académie des inscriptions et belles-lettres », 1723.

La construction débute le 18 octobre 1698 avec la pose de la première pierre, les fortifications de la nouvelle citadelle sont achevées en 1702. Un canal est spécialement creusé jusqu’aux Vosges pour acheminer le grès rose nécessaire à la construction. ; le 11 octobre 1731 a lieu la pose de la première pierre de l'église Royale Saint-Louis, achevée en 1736. La mairie est achevée en 1758.

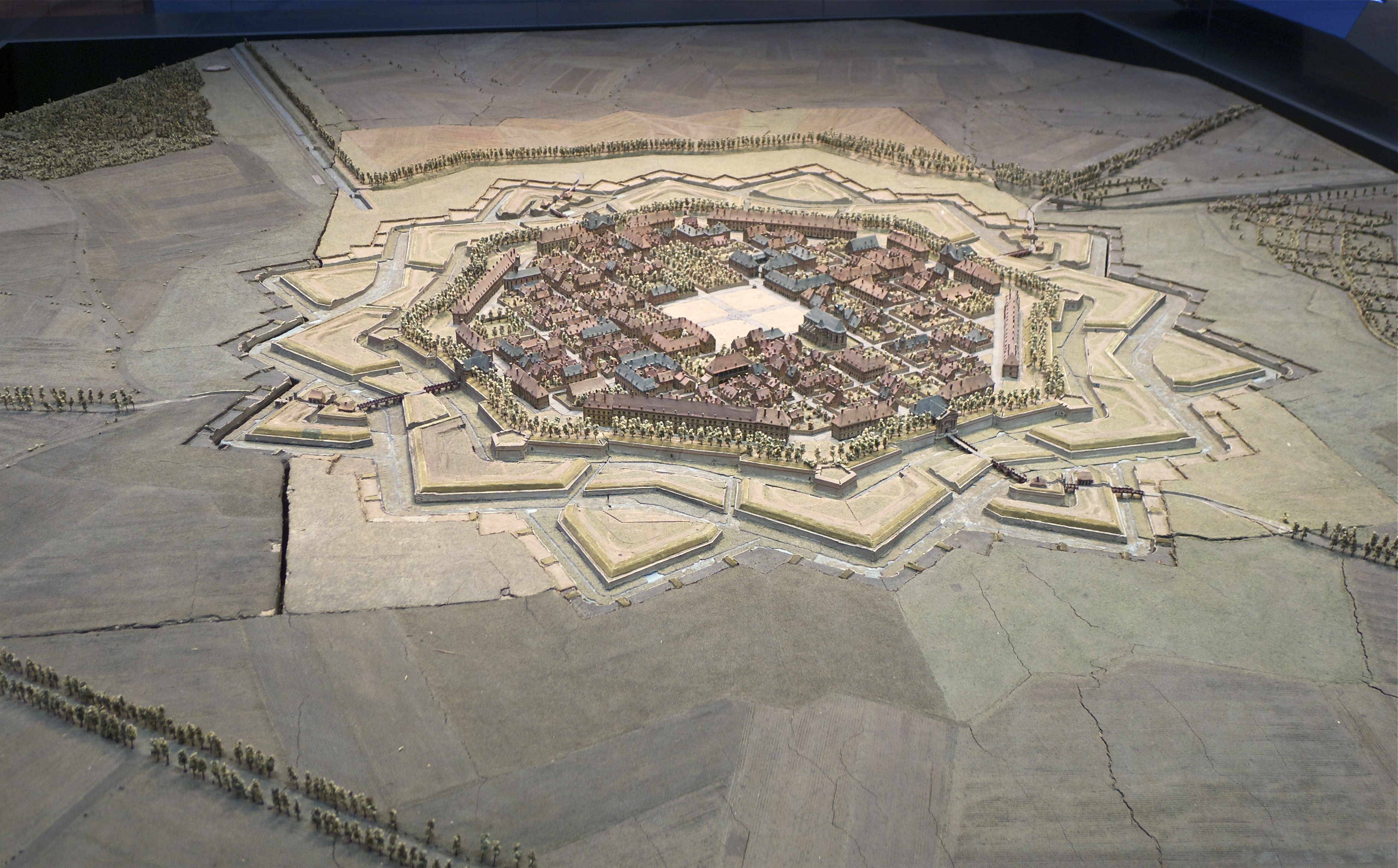
Plan-relief de la ville.

En dehors d'une alerte, en 1743[pourquoi ?], elle n'a pas joué de rôle majeur dans l'histoire, notamment si on compare son sort à celui de Huningue : après avoir été l'objet d'un blocus de 106 jours par les Autrichiens en 1814-1815, Neuf-Brisach est, du 1er septembre au 10 novembre 1870, assiégée pour la première fois. Sa garnison de 5 500 hommes et 108 canons enfermée dans des fortifications surannées s'oppose durant 33 jours aux troupes allemandes avant d'être obligée de capituler.
Si la ville est partiellement détruite par les bombardements, elle sera reconstruite. Devenue une place forte allemande, la ville verra ses fortifications largement modifiées à partir des années 1875 pour s'adapter aux nouvelles conditions de la guerre et réaliser le cœur de l'importante tête de pont allemande de Neuf-Brisach (Brückenkopf Neubreisach). Cette tête de pont équipée des matériels les plus modernes est un ensemble majeur des fortifications du Rhin supérieur.
Une ligne de chemin de fer est construite sur une partie des dehors murs.
Du fait de son enclavement dans les fortifications, la ville n'a pas de possibilité d'extension.
Sa garnison est dissoute en 1992.
Neuf-Brisach, dernière fortification construite ex nihilo par Vauban, est considérée comme l’aboutissement de son œuvre en matière d'architecture militaire. La ville sévèrement touchée par les bombardements américains de 1945 est aujourd’hui restaurée et, depuis juillet 2008, fait partie des douze fortifications majeures de Vauban qui sont classées au patrimoine mondial de l'UNESCO.
Quelques dates :
- En 1792, le général Favart d'Herbigny commandait la défense de Neuf-Brisach.
- En 1793, Jean-Antoine Louis fit libérer des officiers municipaux du village accusés d'avoir refusé d'obéir aux réquisitions militaires des deux pro-consuls d'Alsace, Saint-Just et Lebas.
- Le 4 octobre 1793, le général de division François-Joseph Offenstein (1760-1837) fut nommé commandant de la place de Neuf-Brisach en remplacement du général Gromard, suspendu.
- Entre 1815 et 1821, succédant au maréchal de camp, comte de Sabran (nommé en décembre 1814 par Louis XVIII lors de la Restauration), le général de brigade Dermoncourt, acteur de l'échec du blocus de 1814-1815, commande la place.
- En juin 1940, la commune est un " Frontstalag" qui accueille entre autres les débris du 317 ème RI.
- La commune a été décorée le 11 novembre 1948 de la croix de guerre 1939-1945[26] avec étoile d'argent.
- 7 juillet 2008, inscription officielle au Patrimoine Mondial de l'UNESCO
- La commune a accueilli du 16 mars 1962  au 19 juin 1992 le 9e régiment du Génie au casernement Abbatucci.

## Politique et administration

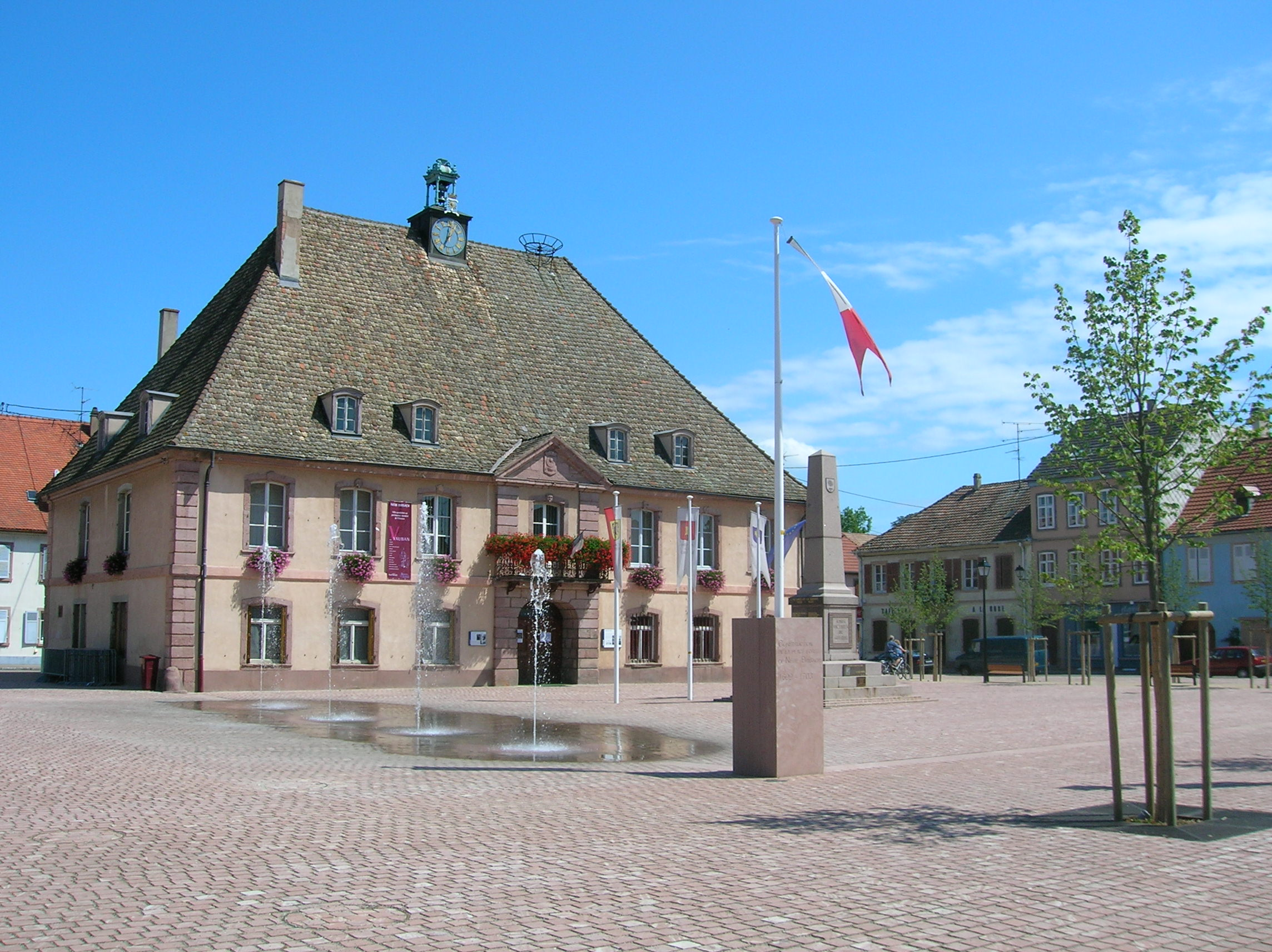
Mairie de Neuf-Brisach.

### Finances communales
En 2015, le budget de la commune était constitué ainsi :
- total des produits de fonctionnement : 1 863 000 €, soit 923 € par habitant ;
- total des charges de fonctionnement : 1 463 000 €, soit 725 € par habitant ;
- total des ressources d'investissement : 907 000 €, soit 450 € par habitant ;
- total des emplois d'investissement : 1 640 000 €, soit 813 € par habitant ;
- endettement : 194 000 €, soit 96 € par habitant.

Avec les taux de fiscalité suivants :
- taxe d'habitation : 10,47 % ;
- taxe foncière sur les propriétés bâties : 11,32 % ;
- taxe foncière sur les propriétés non bâties : 25,50 % ;
- taxe additionnelle à la taxe foncière sur les propriétés non bâties : 0,00 % ;
- cotisation foncière des entreprises : 0,00 %.

### Jumelages
La commune de Neuf-Brisach est jumelée :
avec la commune de Meilhan-sur-Garonne, située dans la région Nouvelle-Aquitaine et dans le département de Lot-et-Garonne, 
- Meilhan-sur-Garonne (France) depuis 1988,

ainsi qu'avec sa sœur jumelle côté allemand Breisach am Rhein (Vieux-Brisach en français), située dans le district de Fribourg-en-Brisgau et dans le Land du Bade-Wurtemberg.
- Vieux-Brisach (Allemagne) depuis 2000.

## Population et société

### Démographie
L'évolution du nombre d'habitants est connue à travers les recensements de la population effectués dans la commune depuis 1793. Pour les communes de moins de 10 000 habitants, une enquête de recensement portant sur toute la population est réalisée tous les cinq ans, les populations de référence des années intermédiaires étant quant à elles estimées par interpolation ou extrapolation. Pour la commune, le premier recensement exhaustif entrant dans le cadre du nouveau dispositif a été réalisé en 2004.

En 2022, la commune comptait 1 944 habitants, en évolution de +1,51 % par rapport à 2016 (Haut-Rhin : +0,66 %, France hors Mayotte : +2,11 %).
| 1793  | 1800  | 1806  | 1821  | 1831  | 1836  | 1841  | 1846  | 1851  |
| ----- | ----- | ----- | ----- | ----- | ----- | ----- | ----- | ----- |
| 2 000 | 1 721 | 1 746 | 1 837 | 2 005 | 2 020 | 2 432 | 2 498 | 3 893 |

| 1856  | 1861  | 1866  | 1871  | 1875  | 1880  | 1885  | 1890  | 1895  |
| ----- | ----- | ----- | ----- | ----- | ----- | ----- | ----- | ----- |
| 3 268 | 3 456 | 1 981 | 2 627 | 2 772 | 2 223 | 2 155 | 3 052 | 3 291 |

| 1900  | 1905  | 1910  | 1921  | 1926  | 1931  | 1936  | 1946  | 1954  |
| ----- | ----- | ----- | ----- | ----- | ----- | ----- | ----- | ----- |
| 3 307 | 3 522 | 2 809 | 1 603 | 2 100 | 1 940 | 2 150 | 1 163 | 1 764 |

| 1962  | 1968  | 1975  | 1982  | 1990  | 1999  | 2004  | 2006  | 2009  |
| ----- | ----- | ----- | ----- | ----- | ----- | ----- | ----- | ----- |
| 2 127 | 2 580 | 2 579 | 2 205 | 2 092 | 2 197 | 2 237 | 2 185 | 2 032 |

| 2014  | 2019  | 2022  | - | - | - | - | - | - |
| ----- | ----- | ----- | - | - | - | - | - | - |
| 1 950 | 1 963 | 1 944 | - | - | - | - | - | - |

### Manifestations et festivités
- Festival International de Land Art de Neuf-Brisach « Remp'Arts » (biennale).
- Le 1er mai a lieu la fête du Muguet.
- Des groupes musicaux et folkloriques animent la commune. Un marché des terroirs se tient autour de la place d'Armes. Des forains participent aussi à la fête.
- Le marché de Noël se tient le deuxième week-end de décembre. On y trouve le « Village 1700 » avec de nombreux exposants en costume d'époque, des artisans, des jeux d'autrefois pour les plus jeunes. Un sapin géant de 25 m, symbole de Noël en Alsace, illumine la place centrale de mille feux.
- Tous les deux ans, la place forte vit au rythme d'un bivouac napoléonien (campement, reconstitutions de batailles, 300 figurants en costume…).

## Culture locale et patrimoine

### Lieux et monuments

#### Édifices civils

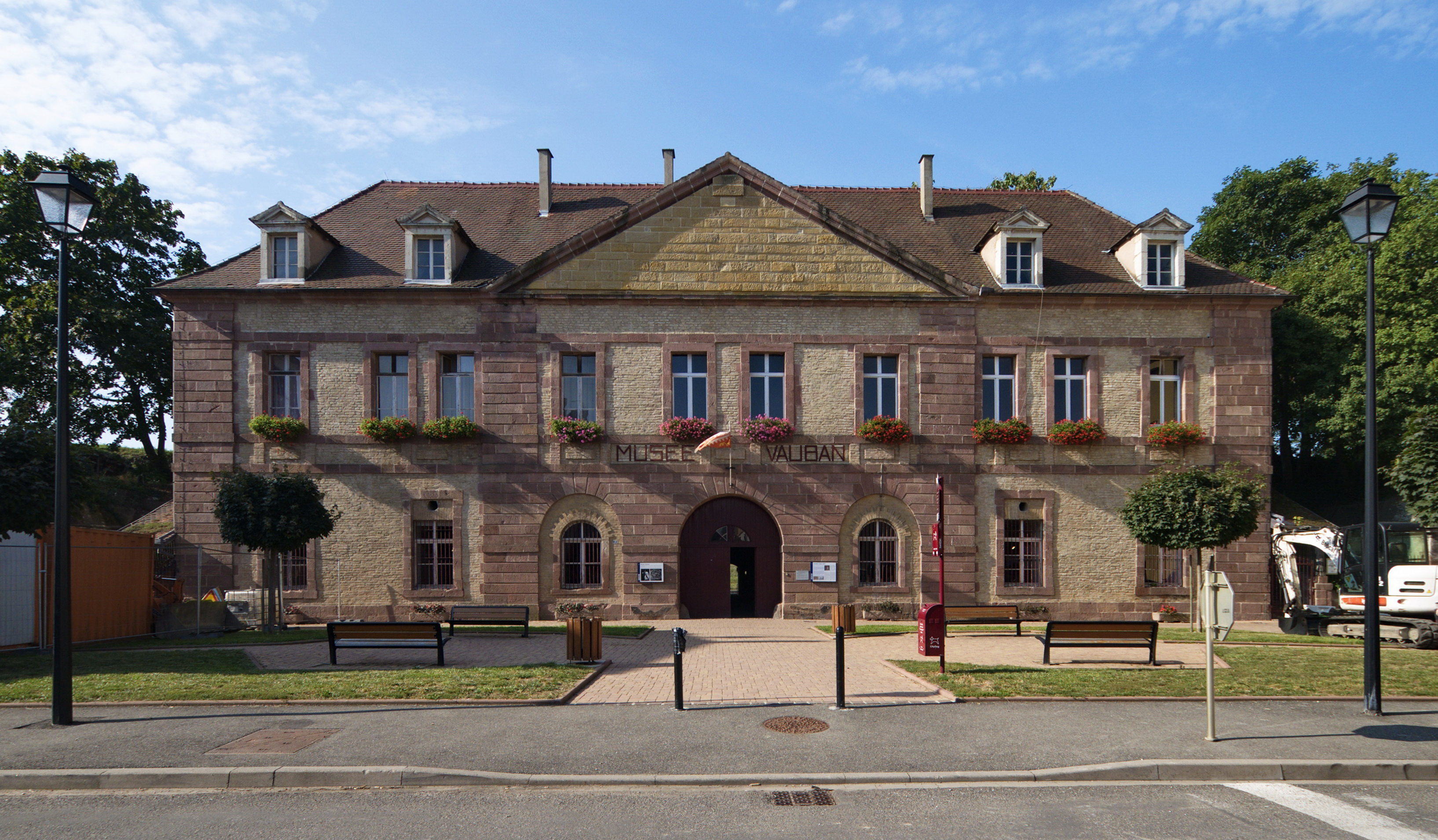
Le musée Vauban.

Neuf-Brisach est membre du réseau des sites majeurs de Vauban et classée au patrimoine mondial de l'UNESCO, signé à Québec début juillet 2008.
Les lieux à voir à Neuf-Brisach :
- Les fortifications[39] en forme d'étoile à 16 pointes.
- La place d'armes au centre de la ville[40],[41],[42].
- Le musée Vauban[43] retraçant l'histoire de la ville.
- Les fossés, l'enceinte de sûreté, les huit tours bastionnées, les tenailles, contre-gardes, demi-lunes et réduits de demi-lunes[44],[45],[46].
- La fontaine royale[47].
- le canal Vauban.
- le canal de navigation du Rhône au Rhin[48].

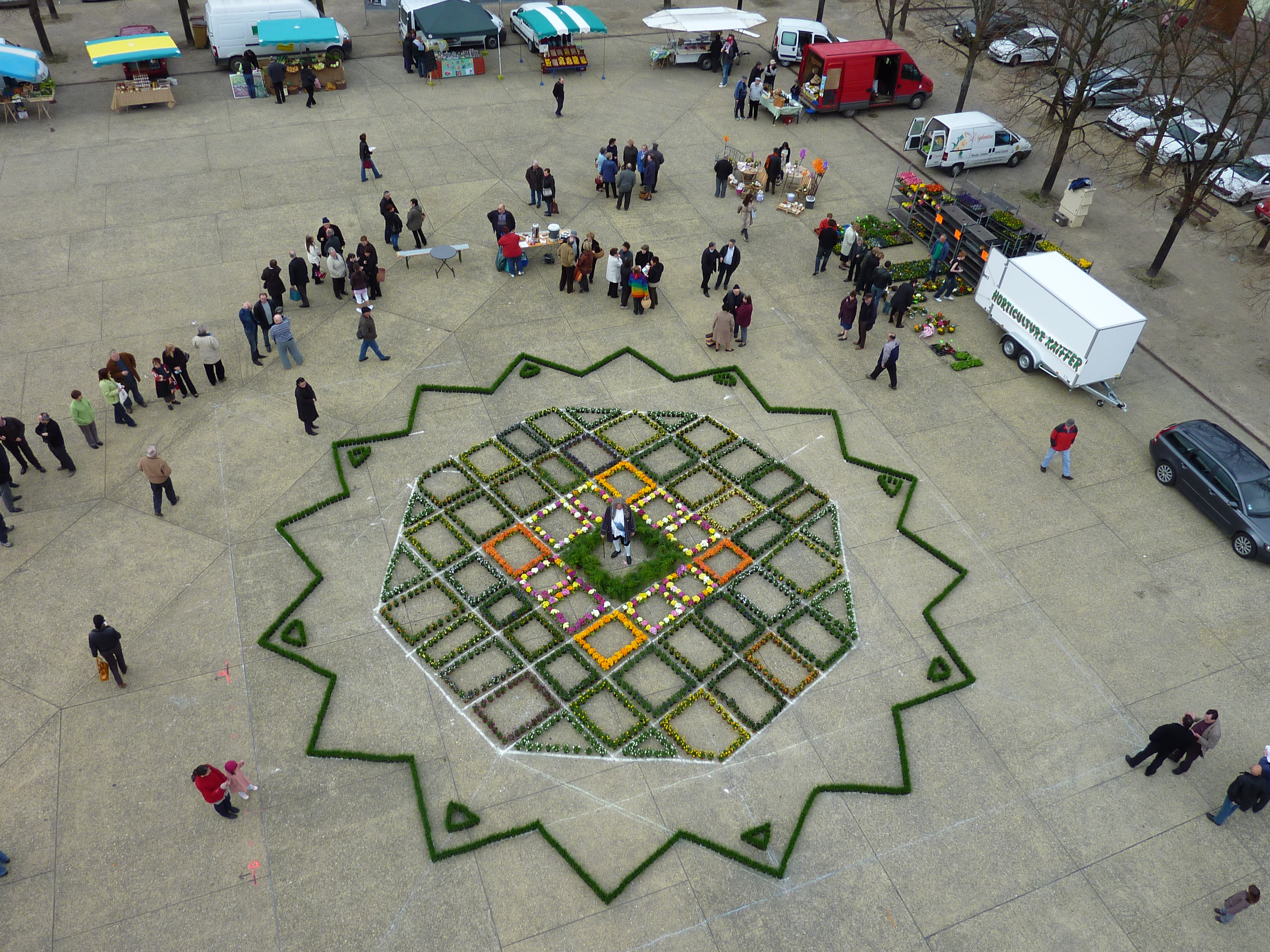
Plan de la ville en fleur sur la place d'Armes.
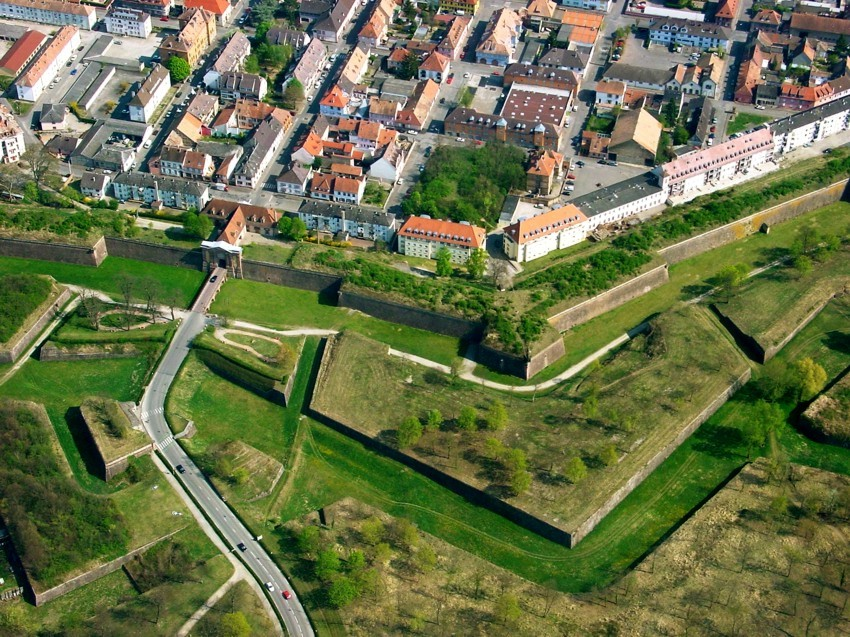
Neuf-Brisach la française.
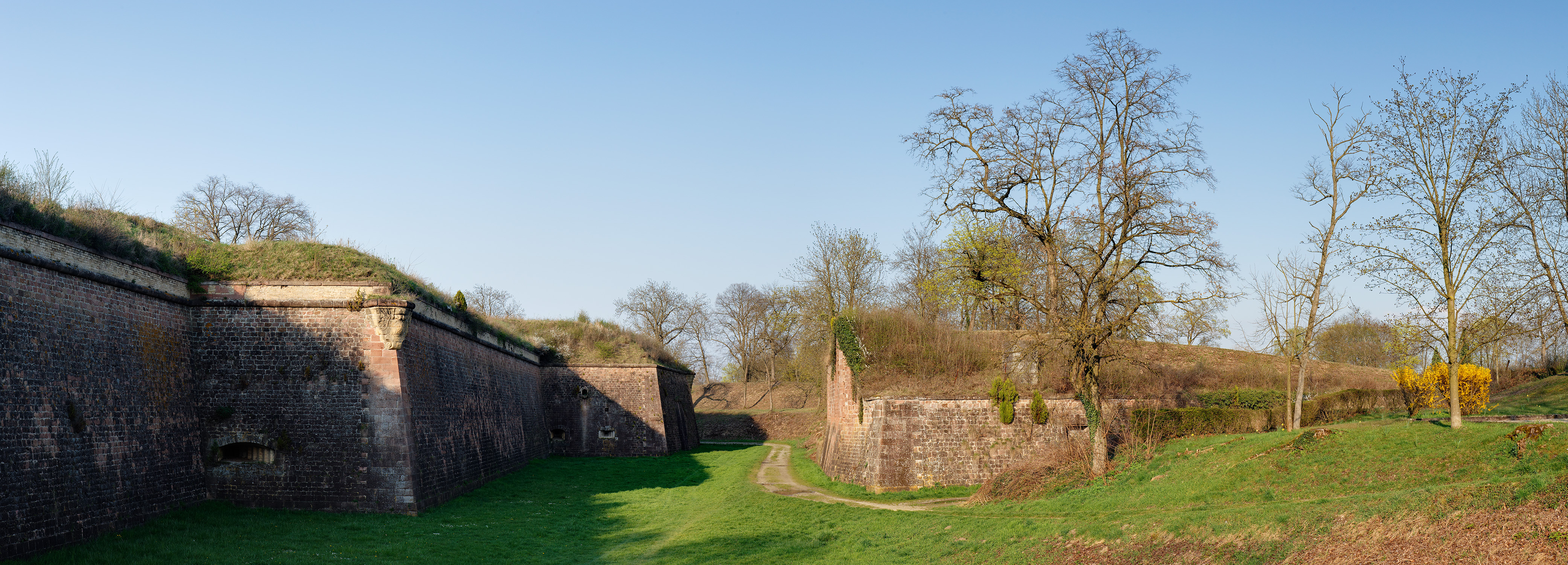
Fossé et fortifications au niveau de la Porte de Bâle.
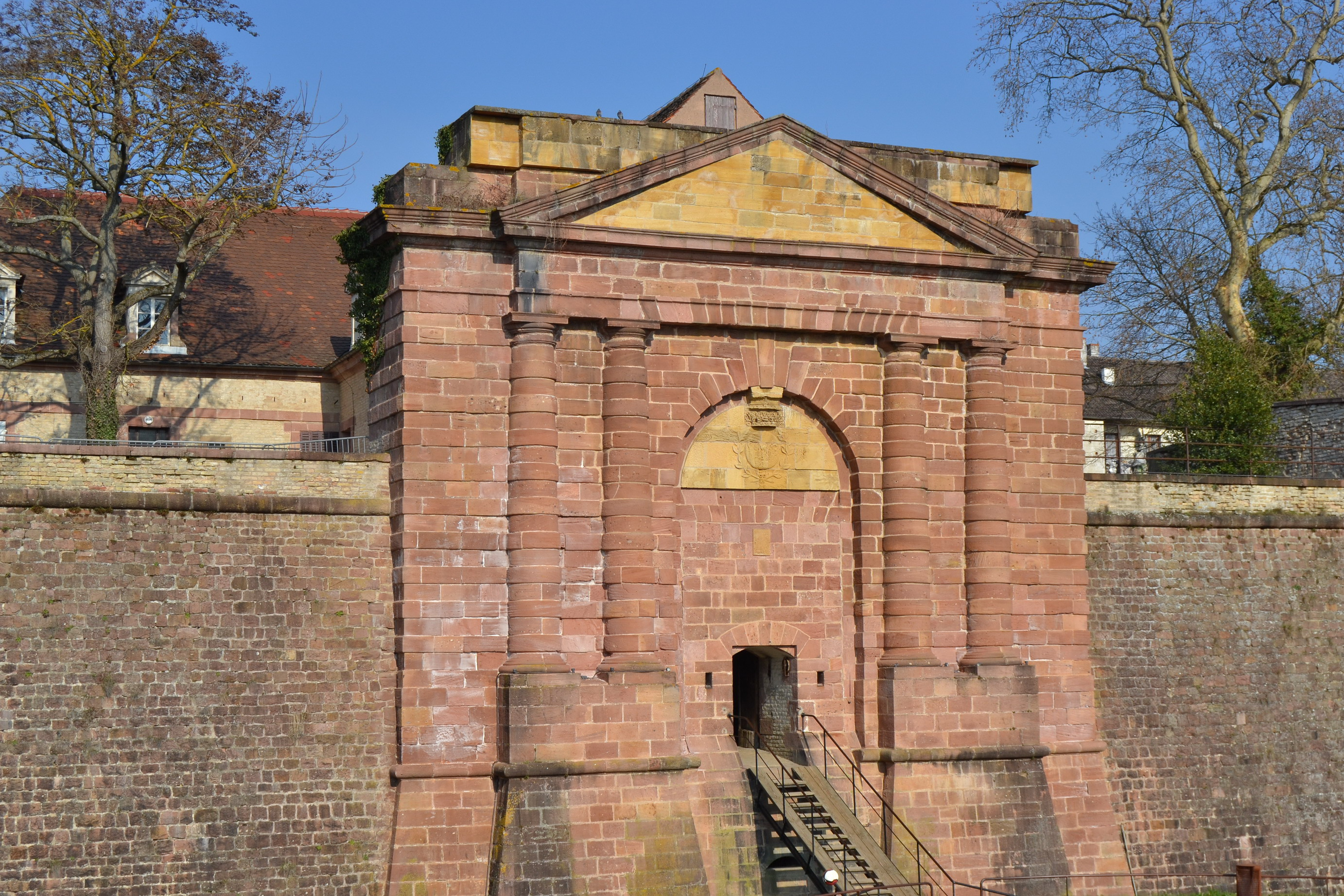
Accès sud-ouest : la Porte de Belfort et le musée Vauban.
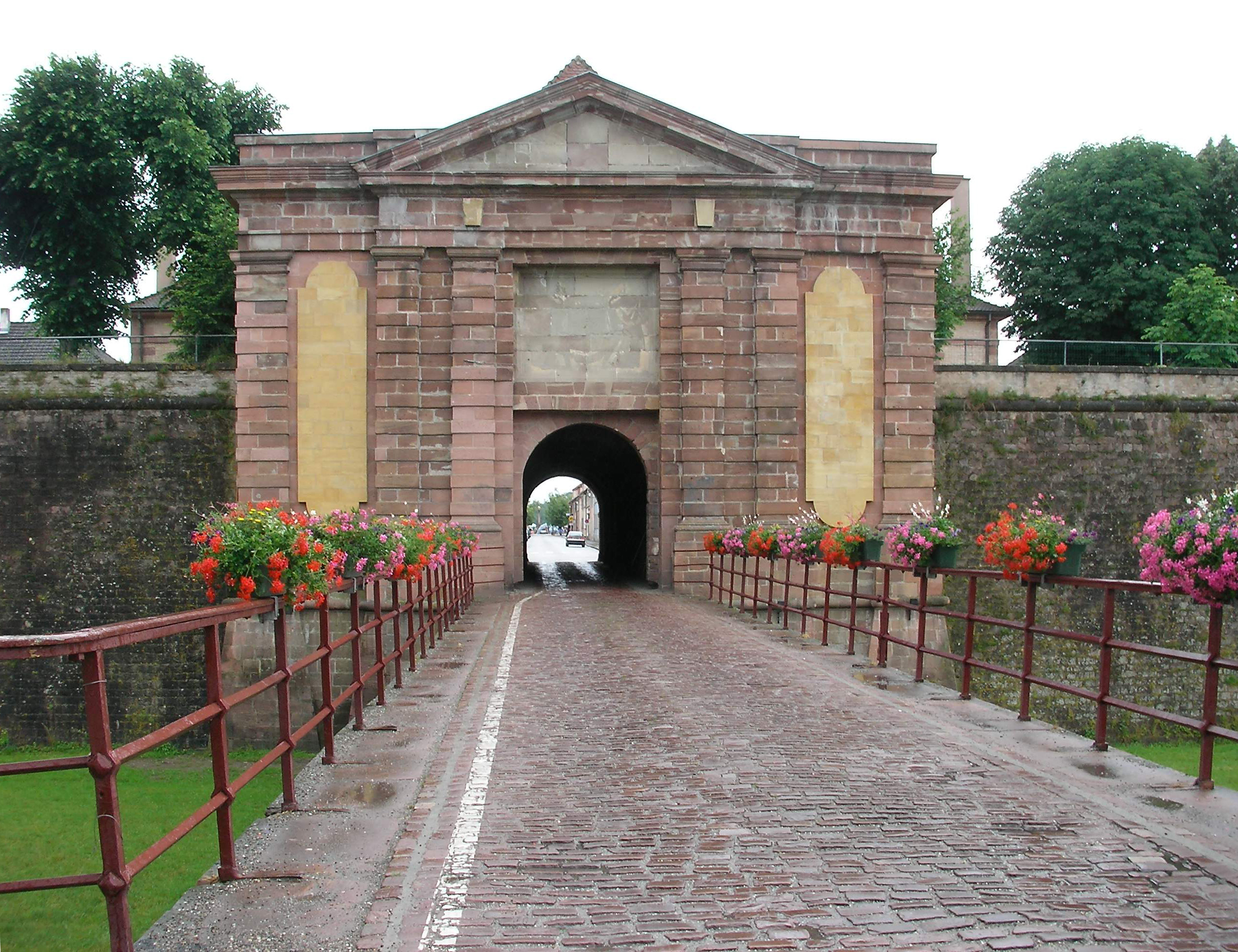
Accès nord-ouest : la Porte de Colmar.
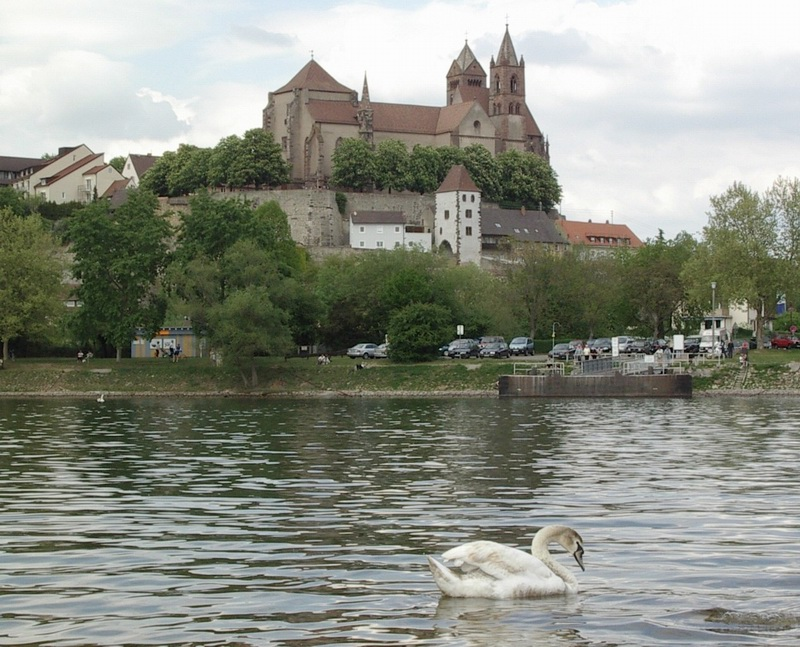
Vieux-Brisach l'allemande.

#### Édifices religieux
- Église royale Saint-Louis, XVIIIe siècle[49],[50],[51] et son orgue[52],[53].

- Temple protestant, XIXe siècle[54],[55] et son orgue[56].
- Monuments commémoratifs[57],[58].

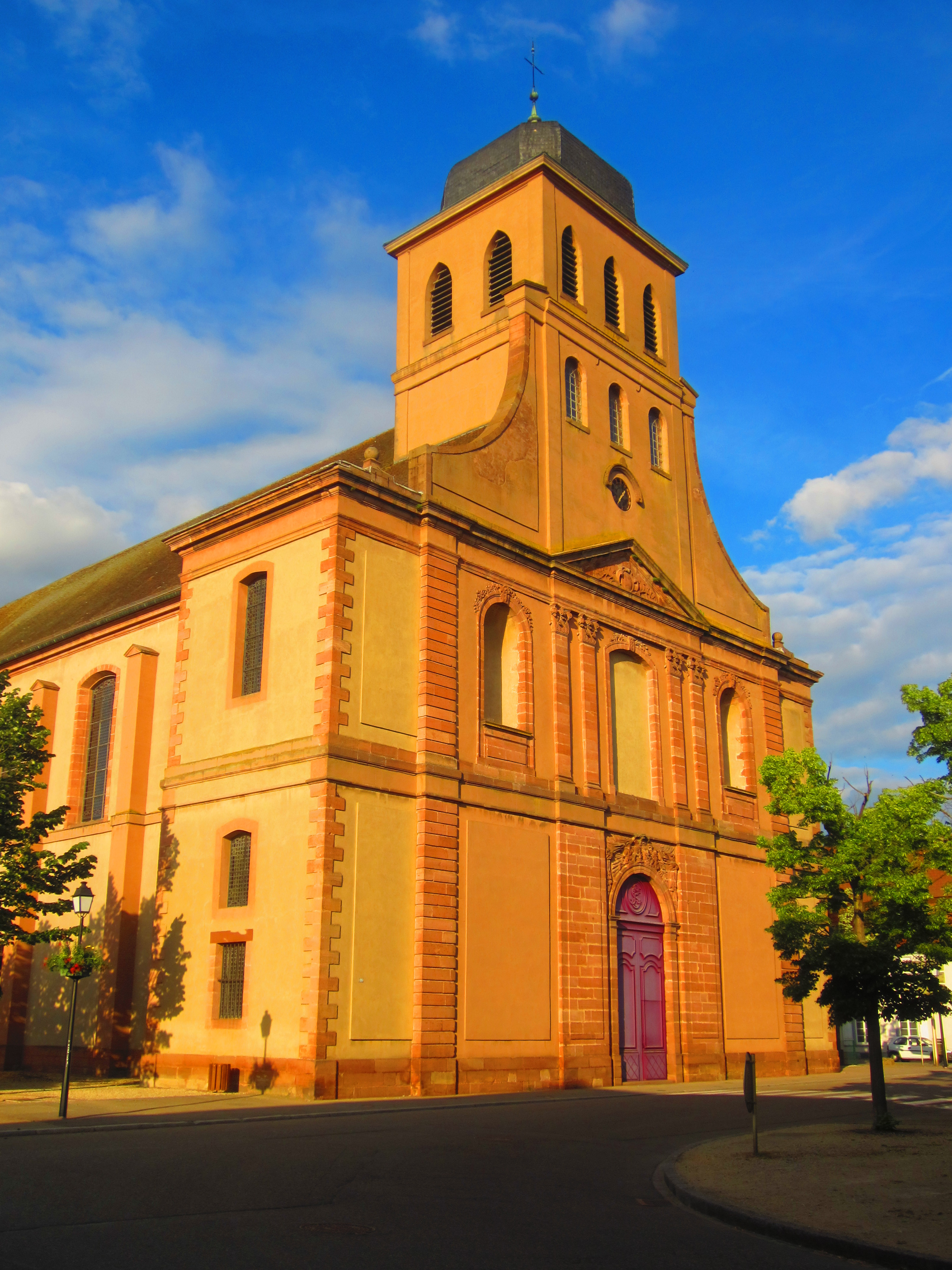
Église royale Saint-Louis.
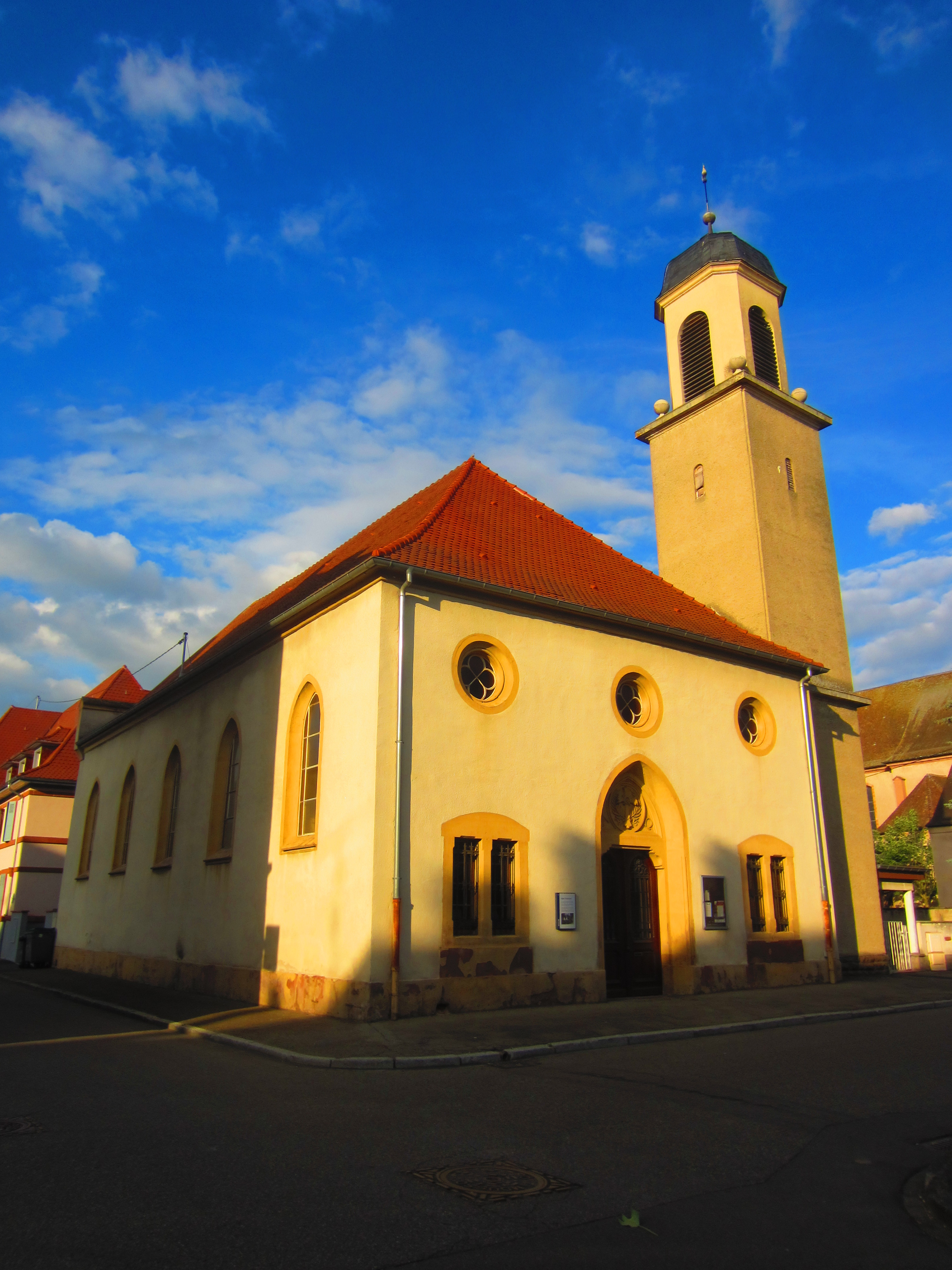
Temple protestant.

#### Visites guidées
Des visites guidées sont proposées toute l'année par l'office de tourisme du Pays Rhin-Brisach. Les guides en costumes campent des personnages historiques tels que Vauban, Louvois, Laubanie, Tarade et retracent la vie de la cité au temps de Louis XIV.

### Personnalités liées à la commune
(Ordre chronologique.)
- Sébastien Le Prestre de Vauban (1633-1707), concepteur de Neuf-Brisach (fortifications et ville nouvelle).
- Jean-Jacques Keller (1635-1700), orfèvre et fondeur d'origine suisse ; il vint s'installer en France et établit une fonderie de canons à Vieux-Brisach.
- Louis XIV (1638-1715), roi de France qui a commandé et financé la construction de Neuf-Brisach.
- Charles O'Brien de Thomond (1699-1761), gouverneur de Neuf-Brisach.
- Nicolas Remi Favart d'Herbigny (1735-1800), général commandant la défense de Neuf-Brisach en 1792.
- Jean-Baptiste Schlachter (1741-1819), général de brigade de la Révolution et de l’Empire, maire de la commune de 1801 à 1804, mort dans la ville.
- Jean-Antoine Louis (1742-1796), membre du Comité de sûreté générale en octobre 1793.
- Nicolas Louis Jordy (1758-1825), militaire.
- François Joseph d'Offenstein (1760-1837), général français.
- Jean Gheneser (1766-1851), militaire du Premier Empire d'origine russe mort à Neuf-Brisach[59].
- Louis Antoine de Saint-Just (1767-1794), révolutionnaire, pro-consul d'Alsace.
- Paul Ferdinand Stanislas Dermoncourt (1771-1847), général d'Empire ; en 1813, il s'est opposé à l'entrée des Autrichiens dans la place.
- Jules Thurmann (1804-1855), géologue suisse né à Neuf-Brisach.
- François Engelbert Renson d'Allois d'Herculais (1818-1884), général français né à Neuf-Brisach.
- Louis Noirot (1820-1902), né à Neuf-Brisach.
- Emmanuel Lipmann (1844-1913), horloger et entrepreneur né à Neuf-Brisach, fondateur de la manufacture de montres Lip.
- Frédéric-Georges Herr (1855-1932), général français, né à Neuf-Brisach.
- Clément Dreyfus (1858-1933), peintre et dessinateur français, né à Neuf-Brisach.
- Charles-Julien Clément (1868-1932), graveur sur bois, né à Neuf-Brisach.
- Louis Schlaefli (né en 1938), historien et conservateur de la bibliothèque du Grand Séminaire de Strasbourg.

### Héraldique
| Blason de Neuf-Brisach | Les armes de Neuf-Brisach se blasonnent ainsi : « D'azur au soleil à seize rais d'or, une fleur de lys d'argent en pointe. » |